# Le Fortune (1926)
Le Fortune – francuski niszczyciel typu L'Adroit z okresu II wojny światowej. Okręt wszedł do służby we wrześniu 1927 roku.

## Historia
Zamówienie na jedną z pierwszych jednostek serii L'Adroit zostało złożone w stoczni CNF Caen 21 listopada 1924 roku. Rozpoczęcie budowy okrętu nastąpiło
11 września 1925 roku. Wodowanie miało miejsce 15 listopada 1926 roku, wejście do służby we wrześniu 1927 roku. W 1938 roku na pokładzie okrętu nakręcono jedną ze scen filmu Alarm dla Morza Śródziemnego z aktorem Pierre’em Fresnayem. Okręt wycofano ze służby 31 sierpnia 1950 roku i sprzedano firmie zajmującej się złomowaniem.